# Herrarnas spjutkastning vid världsmästerskapen i friidrott 2022
Herrarnas spjutkastning vid världsmästerskapen i friidrott 2022 avgjordes mellan den 21 och 23 juli 2022 på Hayward Field i Eugene i USA.
Grenadiska Anderson Peters tog sitt andra raka VM-guld i spjut efter ett kast på 90,54 meter. Silvret togs av indiska Neeraj Chopra och bronset togs av tjeckiska Jakub Vadlejch.

## Rekord
Innan tävlingens start fanns följande rekord:
| Rekord                                         | Idrottare              | Distans | Plats                | Datum            |
| ---------------------------------------------- | ---------------------- | ------- | -------------------- | ---------------- |
| Världsrekord                                   | Jan Železný (CZE)      | 98,48 m | Jena, Tyskland       | 25 maj 1996      |
| Mästerskapsrekord                              | Jan Železný (CZE)      | 92,80 m | Edmonton, Kanada     | 12 augusti 2001  |
| Världsårsbästa                                 | Anderson Peters (GRN)  | 93,07 m | Doha, Qatar          | 13 maj 2022      |
| Afrikanskt rekord                              | Julius Yego (KEN)      | 92,72 m | Peking, Kina         | 26 augusti 2015  |
| Asiatiskt rekord                               | Cheng Chao-tsun (TPE)  | 91,36 m | Taipei, Taiwan       | 26 augusti 2017  |
| Nord-, centralamerikanskt och karibiskt rekord | Anderson Peters (GRN)  | 93,07 m | Doha, Qatar          | 13 maj 2022      |
| Sydamerikanskt rekord                          | Edgar Baumann (PAR)    | 84,70 m | San Marcos, USA      | 17 oktober 1999  |
| Europeiskt rekord                              | Jan Železný (CZE)      | 98,48 m | Jena, Tyskland       | 25 maj 1996      |
| Oceaniskt rekord                               | Jarrod Bannister (AUS) | 89,02 m | Brisbane, Australien | 29 februari 2008 |

## Program
Alla tider är lokal tid (UTC−7).
| Datum   | Tid   | Omgång |
| ------- | ----- | ------ |
| 21 juli | 17:05 | Kval   |
| 23 juli | 18:35 | Final  |

## Resultat

### Kval
Kvalregler: Kast på minst 83,50 meter 0Q0 eller de 12 friidrottare med längst kast 0q0 gick vidare till finalen.
| Placering | Grupp | Namn                | Nationalitet        | Omgång  | Omgång  | Omgång  | Distans            | Noteringar |
| Placering | Grupp | Namn                | Nationalitet        | 1       | 2       | 3       | Distans            | Noteringar |
| --------- | ----- | ------------------- | ------------------- | ------- | ------- | ------- | ------------------ | ---------- |
| 1         | B     | Anderson Peters     | Grenada             | 89,91 m |         |         | 89,91 m            | 0Q0        |
| 2         | A     | Neeraj Chopra       | Indien              | 88,39 m |         |         | 88,39 m            | 0Q0        |
| 3         | B     | Julian Weber        | Tyskland            | 87,28 m |         |         | 87,28 m            | 0Q0        |
| 4         | A     | Jakub Vadlejch      | Tjeckien            | 85,23 m |         |         | 85,23 m            | 0Q0        |
| 5         | A     | Ihab Abdelrahman    | Egypten             | 77,34 m | 83,41 m | x       | 83,41 m            | 0q0        |
| 6         | B     | Oliver Helander     | Finland             | 82,41 m |         |         | 82,41 m            | 0q0        |
| 7         | A     | Genki Dean          | Japan               | 79,26 m | 79,33 m | 82,34 m | 82,34 m            | 0q0, 0SB0  |
| 8         | A     | Curtis Thompson     | USA                 | 81,73 m | 81,50 m | x       | 81,73 m            | 0q0, 0SB0  |
| 9         | B     | Arshad Nadeem       | Pakistan            | 76,15 m | 74,38 m | 81,71 m | 81,71 m            | 0q0, 0SB0  |
| 10        | B     | Andrian Mardare     | Moldavien           | 80,83 m | 79,41 m | x       | 80,83 m            | 0q0        |
| 11        | B     | Rohit Yadav         | Indien              | 80,42 m | x       | 77,32 m | 80,42 m            | 0q0        |
| 12        | A     | Lassi Etelätalo     | Finland             | 75,41 m | 79,40 m | 80,03 m | 80,03 m            | 0q0        |
| 13        | B     | Patriks Gailums     | Lettland            | 75,49 m | 75,63 m | 79,66 m | 79,66 m            |            |
| 14        | B     | Julius Yego         | Kenya               | 79,60 m | 75,33 m | 76,41 m | 79,60 m            |            |
| 15        | A     | Rolands Štrobinders | Lettland            | 77,83 m | 76,50 m | 79,39 m | 79,39 m            |            |
| 16        | A     | Keshorn Walcott     | Trinidad och Tobago | x       | 78,87 m | 76,63 m | 78,87 m            |            |
| 17        | B     | Manu Quijera        | Spanien             | 76,53 m | 78,61 m | 78,29 m | 78,61 m            |            |
| 18        | A     | Toni Keränen        | Finland             | 76,13 m | 78,52 m | x       | 78,52 m            |            |
| 19        | B     | Kenji Ogura         | Japan               | 78,48 m | 75,22 m | 77,20 m | 78,48 m            |            |
| 20        | A     | David Carreon       | Mexiko              | 77,61 m | 76,79 m | 76,80 m | 77,61 m            |            |
| 21        | B     | Cameron McEntyre    | Australien          | 65,72 m | x       | 77,50 m | 77,50 m            |            |
| 22        | B     | Leandro Ramos       | Portugal            | 77,34 m | 76,27 m | 72,48 m | 77,34 m            |            |
| 23        | A     | Johan Grobler       | Sydafrika           | 76,30 m | 73,74 m | x       | 76,30 m            |            |
| 24        | B     | Tim Glover          | USA                 | x       | 75,68 m | 73,10 m | 75,68 m            |            |
| 25        | A     | Alexandru Novac     | Rumänien            | 75,12 m | 74,34 m | 75,20 m | 75,20 m            |            |
| 26        | A     | Cruz Hogan          | Australien          | 69,74 m | 73,03 m | x       | 73,03 m            |            |
| 27        | B     | Ethan Dabbs         | USA                 | x       | 72,81 m | 72,35 m | 72,81 m            |            |
| 28        | A     | Andreas Hofmann     | Tyskland            | x       | x       | x       | Inget giltigt kast |            |

### Final
Finalen startade den 23 juli klockan 18:35.
| Placering | Namn             | Nationalitet | Omgång  | Omgång  | Omgång  | Omgång  | Omgång  | Omgång  | Distans | Noteringar |
| Placering | Namn             | Nationalitet | 1       | 2       | 3       | 4       | 5       | 6       | Distans | Noteringar |
| --------- | ---------------- | ------------ | ------- | ------- | ------- | ------- | ------- | ------- | ------- | ---------- |
| 1         | Anderson Peters  | Grenada      | 90,21 m | 90,46 m | 87,21 m | 88,11 m | 85,83 m | 90,54 m | 90,54 m |            |
| 2         | Neeraj Chopra    | Indien       | x       | 82,39 m | 86,37 m | 88,13 m | x       | x       | 88,13 m |            |
| 3         | Jakub Vadlejch   | Tjeckien     | 85,52 m | 87,23 m | 88,09 m | 83,48 m | 81,31 m | 82,88 m | 88,09 m |            |
| 4         | Julian Weber     | Tyskland     | 86,86 m | 71,88 m | 73,00 m | x       | 81,76 m | 83,53 m | 86,86 m |            |
| 5         | Arshad Nadeem    | Pakistan     | x       | 75,13 m | 82,05 m | 86,16 m | 83,63 m | x       | 86,16 m | 0SB0       |
| 6         | Lassi Etelätalo  | Finland      | 78,27 m | 82,70 m | x       | –       | 80,71 m | 80,99 m | 82,70 m | 0SB0       |
| 7         | Andrian Mardare  | Moldavien    | 79,55 m | x       | 82,26 m | 79,42 m | 81,07 m | x       | 82,26 m |            |
| 8         | Oliver Helander  | Finland      | x       | x       | 82,24 m | x       | x       | x       | 82,24 m |            |
| 9         | Genki Dean       | Japan        | 77,81 m | x       | 80,69 m |         |         |         | 80,69 m |            |
| 10        | Rohit Yadav      | Indien       | 77,96 m | 78,05 m | 78,72 m |         |         |         | 78,72 m |            |
| 11        | Curtis Thompson  | USA          | 78,39 m | x       | x       |         |         |         | 78,39 m |            |
| 12        | Ihab Abdelrahman | Egypten      | x       | 72,76 m | 75,99 m |         |         |         | 75,99 m |            |